# Burdov (národní přírodní rezervace)
Burdov (dříve též Kováčovské kopce – juh) je národní přírodní rezervace v katastrálních územích obcí Chľaba a Kamenica nad Hronom v okrese Nové Zámky v Nitranském kraji na Slovensku. Území bylo vyhlášeno v roce 1966 a jeho rozloha je 364,14 hektaru. Předmětem ochrany je pahorkatina s nejbohatší teplomilnou florou na Slovensku. Na andezitovém podloží se střídají teplomilné doubravy s lesostepmi a enklávami skalních stepí.